# Senegambia

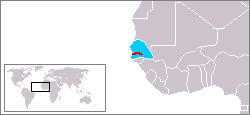
Senegal
Gambia

Senegambia (även Senegambien) var en kortlivad konfederation mellan de båda västafrikanska staterna Senegal och Gambia. Konfederationen varade mellan 1 februari 1982 och 30 september 1989, efter ett avtal mellan de två staterna den 12 december 1981.
Samarbetet avbröts när Senegal men inte Gambia ville ta steget vidare mot en union.